# Costa do Marisco
La Costa do Marisco est la traduction galicienne du terme original espagnol Costa del Marisco datant des années 1950. Cette dénomination désigne toute la côte espagnole de Galice.